# Релігія в СРСР
Релігія в СРСР — положення релігії і конфесійних груп в УРСР і СРСР (1918-1991).
Атеїзм, як світогляд, що заперечує релігію, не будучи формально проголошеним в СРСР елементом державної ідеології, активно підтримувався партійними і державними органами до 1988 року, коли сталася політична та ідеологічна лібералізація режиму, а також святкувалося Тисячоліття хрещення Русі. Відоме висловлювання Леніна про боротьбу з релігією: «Ми повинні боротися з релігією. Це абетка всього матеріалізму й, отже, марксизму. Але марксизм не є матеріалізмом, який зупинився на абетці. Марксизм іде далі. Він каже: треба вміти боротися з релігією, а для цього треба матеріалістично пояснити джерело віри та релігії в мас».
Крім пропаганди атеїзму («науково-матеріалістичного світогляду»), державними органами в 1920-і — 1930-і роки здійснювалися масові арешти і переслідування духовенства і релігійних проповідників. Аж до 1939 року політика ліквідації організованого релігійного життя проводилася в адміністративному порядку органами державної влади, зокрема НКВС, згодом релігійна політика ставала більш диференційованою.
Разом із тим повної ліквідації організованої релігійного життя та офіційної заборони релігії (як, наприклад, це було в Албанії) в СРСР ніколи не було, а в окремі періоди своєї історії керівництво СРСР навіть надавало деяким із конфесій підтримку, переслідуючи свої політичні інтереси.

## Періоди

### До 1929 року
27 жовтня 1917, II Всеросійським з'їздом Рад Робітничих і солдатських депутатів був прийнятий Декрет про землю, згідно з яким, землі, що належали Церкві, серед інших, переходили «у розпорядження Волосних Земельних Комітетів і повітових Рад сільських депутатів надалі до вирішення Установчими Зборами питання про землі».
Видана 2 листопада 1917 року Радою народних комісарів «Декларація прав народів Росії» проголошувала, серед іншого, «скасування всяких національних і національно-релігійних привілеїв і обмежень».
Згідно з декретом «Про розірвання шлюбу» (16 грудня 1917 р.) і декрету «Про цивільний шлюб, про дітей і про ведення книг актів стану» (18 грудня 1917 р.) шлюб оголошувався приватною справою, а дотримання або недотримання релігійних обрядів більше не впливало на юридичні відносини між подружжям, а також між батьками і дітьми.
Головна в СРСР Комуністична партія з 1919 року відкрито проголошувала в якості свого завдання сприяти «відмиранню релігійних забобонів».

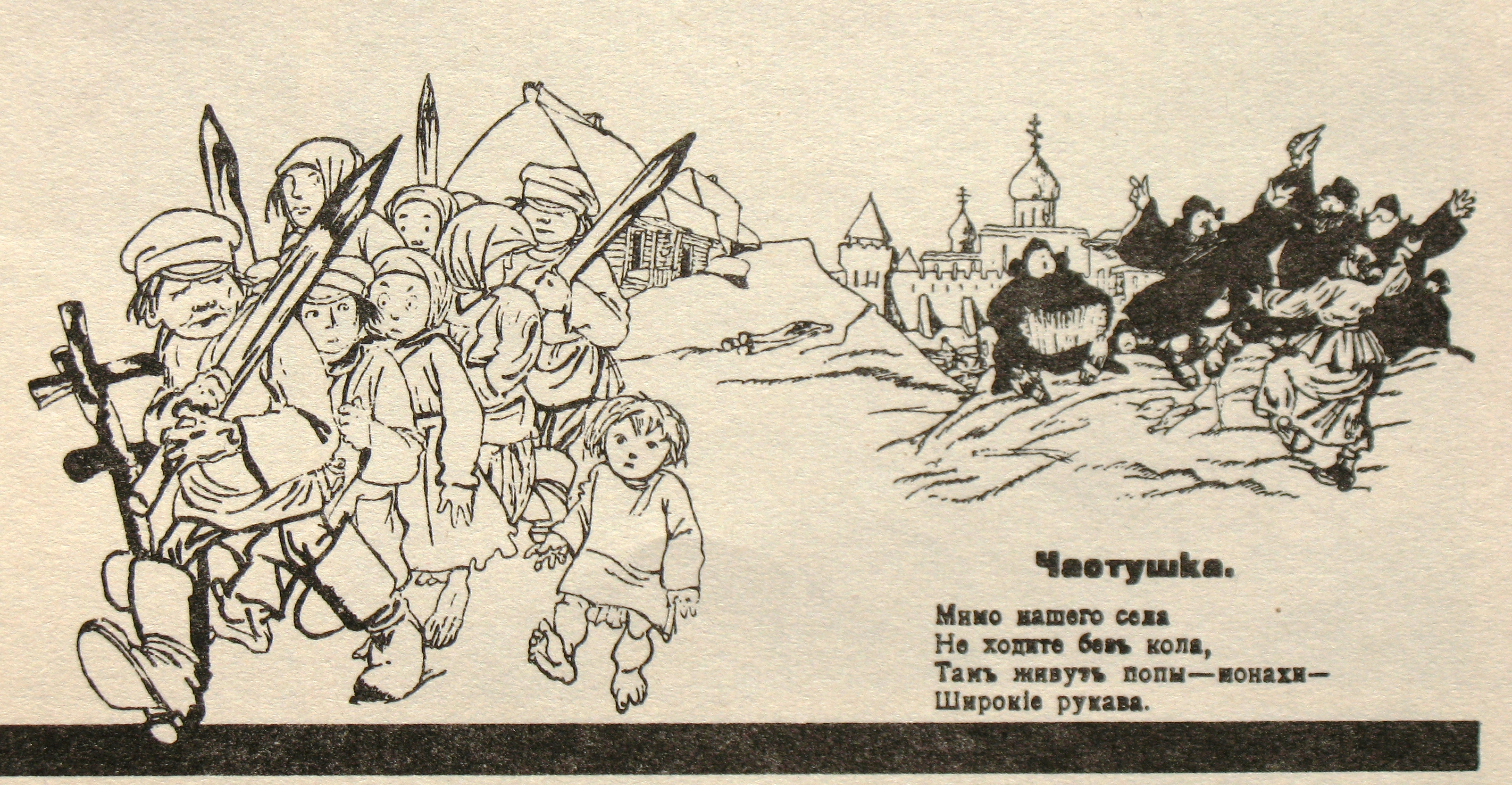
Приклад революційної пропаганди: карикатура Д. Моора «Повз нашого села», де з дівчатами танцюють п'яні священики і монахи. 1917 рік.

Одним з перших постанов більшовицького уряду був підготовлений народним комісаром юстиції лівим есером І. З. Штейнбергом і завідувачем відділом законодавчих припущень Михайлом Рейснером декрет РНК Російської Радянської Республіки, прийнятий 20 січня і офіційно опублікований 23 січня 1918 року, про відокремлення церкви від держави і школи від церкви, яким церква (йшлося переважно про російську Православну церкву, так як тільки вона до того мала статус державного інституту в Російській імперії) була відокремлена від держави і від державної школи, позбавлена прав юридичної особи і власності, а релігія оголошувалася приватною справою громадян. Декрет узаконював прийняття з грудня 1917 року розпорядження і акти, скасовувались функції православної церкви, як державної установи, що користується державним заступництвом.
Прийнята 8 квітня 1929 року в розвиток «Декрету» Постанова ВЦВК і РНК РРФСР про релігійні об'єднання до кінця 1990 року визначала правовий статус останніх в СРСР.
Для втілення в життя Декрету за рішенням РНК РРФСР в квітні 1918 року була створена Міжвідомча комісія при Народному комісаріаті юстицій, в травні того ж року, після розпуску комісії, утворений VIII («ліквідаційний») відділ на чолі з П. А. Красиковим, покликаний ліквідувати адміністративно-управлінські церковні структури (скасований в 1924 році).
У 1918—1920 роки центральне місце в ряді заходів викривального характеру зайняла розгорнута кампанія розтину мощей святих Російської Церкви (постанови Народного комісаріату юстиції від 14 серпня 1919 року про організаційний розтин мощей і від 25 серпня 1920 року, ліквідації мощей у всеросійському масштабі): було розкрито 65 рак з мощами російських святих, в тому числі і особливо шанованих, таких як Серафим Саровський і Сергій Радонезький. Кампанія мала на меті спробу викриття даного культу. Розтини супроводжувалися фото і кінозйомкою, матеріали якої потім використовувалися в агітаційних цілях.
За рішенням ЦВК від 20 липня 1921 року Агітпроп і його національні відділення повинні були приступити до всебічної антирелігійної пропаганди. При підвідділі пропаганди агітпропотділа ЦК для координації антирелігійної боротьби виникла антицерковна комісія. До складу комісії входили чиновники з Агітпропу, Московського комітету РКП (б), VIII ліквідаційного відділу Народного комісаріату юстиції, ЦК РКСМ союзу комуністичної молоді, а також Народного комісаріату освіти і Головного політичного управління.
Навесні 1922 більшовики, котрі відбили на той час зовнішні загрози, перейшли до етапу активної боротьби з релігійними інститутами і насамперед з православною церквою, яка розглядалася ними як найбільший осередок внутрішньої «контрреволюції». 23 лютого 1922 року вийшов декрет ВЦВК про вилучення церковних цінностей, що знаходяться в користуванні груп віруючих. У листі членам Політбюро від 19 березня 1922 В. І. Ленін, маючи на увазі, що на той час в ряді регіонів вибухнув голод, писав:
|                                                                     | Саме тепер і тільки тепер, коли в голодних місцевостях їдять людей і на дорогах валяються сотні, якщо не тисячі трупів, ми можемо (і тому повинні!) Провести вилучення церковних цінностей з самою скаженою і нещадною енергією і не зупиняючись перед придушенням жодної опору. Саме тепер і тільки тепер величезна більшість селянської маси буде або за нас, або у всякому разі буде не в змозі підтримати скільки-небудь рішуче ту жменьку чорносотенного духовенства і реакційного міського міщанства, які можуть і хочуть випробувати політику насильницького спротиву радянському декрету. Нам будь-що-будь необхідно провести вилучення церковних цінностей найрішучішим і найшвидшим чином, ніж ми можемо забезпечити собі фонд у кілька сотень мільйонів золотих рублів (треба згадати гігантські багатства деяких монастирів і лавр). Без цього фонду ніяка державна робота взагалі, ніяке господарське будівництво зокрема, і ніяке відстоювання своєї позиції в Генуї особливо, абсолютно немислимо... Чим більше число представників реакційного духівництва і реакційної буржуазії вдасться з цього приводу розстріляти, тим краще. Треба саме тепер провчити цю публіку так, щоб на кілька десятків років ні про який опір вони не сміли і думати... |
| — Володимир Ілліч Ленін «…Надо именно теперь проучить эту публику…» | |

Як пише Сільвія Фролов: «оскільки в свідомості мас священик (поп) асоціювався з багатством і продажністю, то діям подібного роду маси не особливо чинили опір»
Важливим інструментом розгрому православної церкви стало штучне інспірування розколів, найбільшим з яких був «обновленський», з подальшим встановленням повного контролю над структурами патріархії з боку 6-го (антирелігійного) секретного відділу ОГПУ, очолюваного Євгеном Тучковим (1892-1957).
В жовтні 1922 року замість кількох слабких комісій (Комісія з обліку і зосередження церковних цінностей, Комісія з реалізації церковних цінностей, Комісія з антирелігійної пропаганди), які працювали нерегулярно, очолюваних Л. Д. Троцьким і О. М. Ярославським, створено Антирелігійну комісію, яка стала «централізацією всієї „антрелігійної справи“ в країні». Комісія діяла від 13 жовтня 1922 до 30 листопада 1929 року.
Антирелігійна політика перших років не увінчалася успіхом: в 1921—1922 роках почалося часткове релігійне відродження, особливо в містах.
27 квітня 1923 була опублікована інструкція народних комісаріатів юстиції і внутрішніх справ, датована 15 квітня того ж року, «Про порядок реєстрації релігійних громад і видачі дозволів на скликання таких з'їздів», яка дозволяла засновувати релігійні об'єднання в формі «товариств», які мали трохи більше прав, ніж «двадцятки», що існували з 1918 року, — зокрема вони могли мати свій статут. Наявність статуту відрізняло «суспільство» від «двадцятки», яка такого статуту не мала і підлягала реєстрації з укладенням договору з місцевими радами. Для реєстрації релігійної громади було потрібно 50 чоловік і вони могли керувати більш ніж одним молитовним будинком. 16 серпня 1923 року, спираючись на рішення Xll з'їзду РКП (б), генеральний секретар ЦК партії Й. В. Сталін видав циркулярний лист всім губернським комітетам з вимогою заборонити закриття церков і арешти релігійного характеру.
У період з 1923 до 1929 року політика держави зазнала деякого пом'якшення, особливо щодо мусульманських та юдейських організацій («релігійна неп» по термінології деяких дослідників, висхідній до слів Лева Троцького). Політика ж в ставлення протестантських груп («сектантів») і раніше була порівняно доброзичливою: справами протестантів відав Оргкомсект при ВЦВК під керівництвом П. Г. Смидовича, на відміну від православної церкви протестантським організаціям дозволяли випуск різних періодичних видань, давали право мати свої навчальні заклади, організовувати союзи молоді, селяни-протестанти з кінця 1919 року стали створювати перші колгоспи, які одержували від держави кредити і пільги.
У 1925 році на основі Товариства друзів газети «Безбожник» була заснована (існувала до 1947 року) масова громадська організація «Союз войовничих безбожників» (до червня 1929 року — «Союз безбожників»), на чолі якого став Омелян Ярославський (Губельман)￼￼, функціонувало видавництво «Безбожник».
У 1928 році Головним управлінням науковими установами було прийнято рішення вважати головним критерієм, за яким визначали приналежність споруди до пам'яток історії та культури — час його побудови. Споруди, побудовані: до 1613 року — були оголошені недоторканними;
в 1613—1725 рр. — «в разі особливої необхідності» могли піддаватися змінам;
в 1725—1825 рр. — зберігалися тільки фасади;
після 1825 року — до пам'ятників не зараховувалися і державою не охоронялися.
Цей критерій був прийнятий Головним управлінням науковими установами і з 1928 р став нормативним актом, чинним на території Української РСР та СРСР. Керуючись цим критерієм, на місцях був ініційований масовий знос храмів. Проте, до січня 1930 року закрити церкву за рішенням влади було складно — в кожному окремому випадку потрібна згода Комісії з питань культів при Президії ВЦВК РРФСР. Мабуть ця обставина призвела до того, що до 1930 року в СРСР збереглася велика кількість діючих церков.
Постанова ВЦВК СРСР від 17 вересня 1928 встановило, що культова будівля може бути передана віруючим культурно-просвітницьких установ або добровільно, або (якщо будівля пустує) може бути вилучена владою.
У перші роки радянської влади духовенство було віднесено до осіб, позбавлених виборчих прав («позбавленців»). Всього в СРСР у виборчу кампанію 1925/26 років налічувалося 1040 тис. позбавленців (1,63 % виборців). Серед них більше 15 % були представниками духовенства.

### 1929—1942
На початку 1929 року був розісланий цілком таємний циркуляр «Про заходи щодо посилення антирелігійної роботи», який боротьбу з релігією прирівнював до класово-політичної, що відкривало новий етап наступу на релігію.
Прийняте 8 квітня 1929 на підставі Декрету РНК РРФСР від 20 січня 1918 «Про відокремлення церкви від держави і школи від церкви» Постанова ВЦВК і РНК РРФСР «Про релігійні об'єднання», з пізнішими змінами від 23 червня 1975 року, до 25 жовтня 1990 року, коли Постановою Верховної Ради Української РСР був введений в дію Закон Української РСР «Про свободу віросповідань», служило нормативно-правовим документом, що регулював статус релігійних громад (об'єднань) в СРСР. Постанова забороняла релігійним об'єднанням займатися благодійністю, організовувати паломництво віруючих до святих місць і подібне, діяльність служителів культу обмежувалася місцем проживання членів наймавшого їх суспільства (групи). Поза церковних стін діяльність духовенства обмежувалася відвідуванням хворих і вмираючих, на все інше потрібно спеціальний дозвіл місцевої Ради.

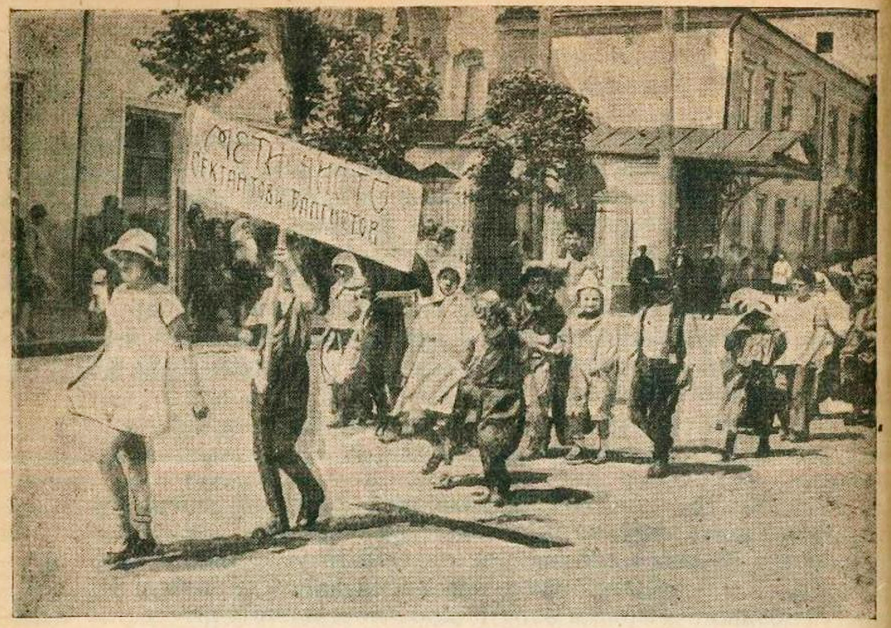
Колона дітей на демонстрації з гаслом «Мети чисто сектантов и баптистов» (Білорусія), близько 1932 р.

У травні 1929 року на XIV Всеросійському з'їзді Рад була прийнята нова редакція статті 4-ї Конституції РРФСР: замість «свободи релігійної та антирелігійної пропаганди» визнавалася «свобода релігійних сповідань і антирелігійної пропаганди», що законодавчо ставило віруючих в нерівне з іншими громадянами положення.
Інструкція НКВС від 1 жовтня 1929 року «Про права і обов'язки релігійних об'єднань» відносила служителів культу до категорії позбавленців.
Прийнята 15 лютого 1930 року Постанова уряду «Про боротьбу з контрреволюційними елементами в керівних органах релігійних об'єднань» наказувало місцевим органам влади посилити контроль за керівниками релігійних громад, виключати з активу «ворожих радянському ладу»; Центральна комісія з питань культів, відзначаючи «консолідацію контрреволюційного активу в рамках релігійних організацій», визнавала, що Постанова від 8 квітня 1929 року «підлягає перегляду в бік спрощення процесу закриття молитовних будинків».
Віруючі та духовенство в ряді випадків справляли помітний опір антирелігійної політики, яке іноді поєднувалося з боротьбою проти колективізації. Тільки за 1930 рік в СРСР було зафіксовано 1487 масових виступів на релігійному ґрунті (більшість з них в березні 1930 року — 514 виступів і в квітні 1930 року — 391 виступ).
Після появи 2 березня 1930 року в «Правді» статті Сталіна «Запаморочення від успіхів» вийшла постанова ЦК ВКП (б) «Про боротьбу з викривленням партлінії в колгоспному русі», яка, зокрема, зобов'язала партійні організації «припинити практику закриття церков в адміністративному порядку».
У 1930—1931 року вийшов ряд секретних циркулярних листів і постанов уряду і Народного комісаріату фінансів про впорядкування податкового обкладення релігійних об'єднань і духовенства, про працевлаштування осіб, які зняли з себе сан. Було збільшено податкове обкладання церковнослужителів. У разі несплати податків їх майно конфісковували, а самі вони виселялися в інші райони СРСР.
XVII партійна конференція прийняла директиви до складання другого п'ятирічного плану. На конференції було сформульовано головне політичне завдання другої п'ятирічки — остаточно ліквідувати капіталістичні елементи і класи взагалі, перетворивши все трудове населення країни в свідомих і активних будівельників безкласового соціалістичного суспільства. У зв'язку з цим відбулося посилення антирелігійної діяльності. В рядах Союзу войовничих безбожників до листопада 1931 року значилося понад 5 мільйонів членів, різко збільшилися тиражі антирелігійної літератури. Безбожники з Антирелігійної комісії планували повністю знищити релігію в СРСР до 1937 року.
У 1932 році постановами ВЦВК і РНК РРФСР з ведення НКВС функції загального нагляду за діяльністю релігійних організацій, їх реєстрації, видачі дозволів на проведення з'їздів і інші були передані Центральній комісії з питань культів при Президії ВЦВК, створеної 1 червня 1930 року, і комісіям з питань культів при місцевих виконкомах. Однак і далі служителі культу реєструвалися в НКВС. Центральна комісія при Президії ВЦВК повинна була здійснювати загальне керівництво і спостереження за правильним застосуванням законів про культи на всій території Української РСР, розробку проектів законодавчих актів, загальний облік релігійних об'єднань, розгляд скарг віруючих громадян. З 1934 року Комісія діяла при Президії ЦВК СРСР; розглядала численні скарги на закриття культових установ, відзначала зростання «великої кількості грубих порушень радянського законодавства про культи» на місцях. У квітні 1938 року комісія була скасована; на той час релігійні питання перейшли до виключної компетенції НКВС.
До 1937 року кількість культових будівель скоротилося на 58 % від їх дореволюційного кількості. Однак більшість населення СРСР складали віруючі. Перепис 1937 року показав, що з 98,4 млн жителів Радянського Союзу у віці від 16 років і старше 55,3 млн чоловік назвали себе віруючими (з них 41,6 млн зарахували себе до православних).
Згідно записці начальника Центрального статистичного управління СРСР Володимира Старовського від 20 грудня 1955 року 55,3 млн назвали себе віруючими жителів СРСР розподілялися за конфесіями в такий спосіб (в дужках зазначено частку конфесії серед жителів СРСР у віці 16 років і старше):
- Православні — 41,6 млн (42,3 %);
- Мусульмани (в оригіналі їх вказали як «магометан») — 8,3 млн (15,0 %);
- Католики — 0,5 млн (0,5 %);
- Протестанти — 0,5 млн (0,5 %), крім них також зазначено 0,4 млн «християн інших віросповідань»;
- Юдаїсти — 0,3 млн (в оригіналі їх вказали як «юдеїв»);
- Буддисти і ламаїсти — 0,1 млн (0,1 %);
- «Інших і неточно вказали релігію» — 3,5 млн (3,6 %).

Перепис 1937 року виявив значне число віруючих серед молоді, яка здобула освіту в СРСР. 34 % осіб у віці 16 — 19 років вказали себе як віруючі. Причому серед грамотних осіб у віці 16 — 19 років віруючими себе назвали 24 % грамотних чоловіків і 38 % грамотних жінок.
Частка віруючих була, ще вище серед осіб старшого віку (особливо серед неписьменних і жінок). Серед осіб у віці 40 — 49 років віруючими були 45 % грамотних чоловіків, 78 % неписьменних чоловіків, 62 % грамотних жінок і 85 % неписьменних жінок.
В абсолютних цифрах серед радянських віруючих переважали молоді чоловіки і молоді жінки. З 55,3 млн осіб, що вказали себе віруючими, 28,7 млн були в віці від 16 до 39 років.
Прийнята 5 грудня 1936 року 8-м Надзвичайним Всесоюзним з'їздом Рад нова Конституція СРСР проголошувала рівноправність усіх громадян, в тому числі і «служителів культу», але за громадянами і раніше визнавалася «свобода відправлення релігійних культів і свобода антирелігійної пропаганди».
Так як в кінці 1920-х — 1930-х років був закритий ряд культових будівель, то було вилучено безліч релігійних предметів. Частина цих предметів була з дорогоцінних металів. Багато предметів надійшли в музеї, де і збереглися. Частина предметів залишилася в руках населення, яке намагалося здати культові предмети з дорогоцінних металів в Торгзін. Історик Олена Осокіна зазначає, що Торгзін не мав права приймати церковні цінності, так як вони за законом вважалися власністю держави і підлягали конфіскації (втім, Осокіна наводить приклади, коли ця заборона порушувався працівниками Торгзінів, які брали гроші за церковні цінності).

### Війна і післявоєнний період
В ході війни 1941—1945 років політичне керівництво СРСР остаточно відмовилося від планів якнайшвидшого знищення релігії і церкви і перейшло до політики часткового відродження релігійного життя в країні під жорстким державним контролем.
4 квітня 1942 року в Москві на Великдень на одну ніч був відмінено комендантську годину. Оголошення по радіо про це відбулося за кілька годин до служб, які пройшли в умовах світломаскування і на яких були присутні по оцінці НКВС до 85 тисяч чоловік.
14 вересня 1943 при РНК СРСР було створено Раду у справах Російської православної церкви (РСРПЦ), а 19 травня 1944 року — Раду у справах релігійних культів (РСРК), на які покладалися завдання здійснення взаємодії між урядом і, відповідно, Московською Патріархією та «релігійними об'єднаннями мусульманського, юдейського, буддійського віросповідань, вірмено-григоріанської, старообрядницької, греко-католицької, католицької та лютеранської церков і сектантських організацій». Ради повинні були розробляти проекти відповідних законодавчих актів і постанов уряду, спостерігати за виконанням законодавства про культи, Ради мали в республіках, областях і краях своїх уповноважених.
Хоча Положення «Про порядок відкриття церков» від 28 листопада 1943 року й «Про порядок відкриття молитовних будинків релігійних культів» від 19 листопада 1944 року припускали багатоступеневість і тривалість процедури відкриття нових культових установ, відкриті на зайнятої німцями території установи культу після відновлення радянського режиму на даній території реєструвалися як «фактичні діючі» і, як правило, не зачинялися. У 1946 році на території СРСР налічувалося 10547 соборів, церков і молитовних будинків, у тому числі в РРФСР — 2816 церков, молитовних будинків і соборів.
З 1 січня 1946 року тариф на електроенергію для всіх релігійних установ був різко знижений: з 5,5 руб. до 1,65 руб. за кВт-годину. Розпорядженням № 1637 від 24 лютого 1947 року Рада міністрів СРСР зобов'язала Міністерство торгівлі СРСР постачати продовольчими товарами учнів і викладачів духовних навчальних закладів усіх конфесій нарівні з державними світськими навчальними закладами.
З початку 1948 року розпочалося посилення антирелігійної політики. Спочатку воно торкнулося неправославних релігійних організацій. У квітні 1948 року Рада у справах релігійних культів розіслала своїм уповноваженим на місцях інструкцію, в якій повідомлялося, що Рада «категорично пропонує припинити будь-яку реєстрацію релігійних громад».

### Період правління М.С.Хрущова
Хоча період правління М. С. Хрущова в порівнянні з діяннями його попередника прийнято називати «відлигою», між державою і релігійними організаціями навпаки настало значне охолодження відносин.
7 липня 1954 року ЦК КПРС прийняв Постанову «Про великі недоліки в науково-атеїстичній пропаганді і заходи її поліпшення», яке, відзначаючи пожвавлення діяльності «церкви і різних релігійних сект», збільшення кількості громадян, які відправляють релігійні обряди, закликало партійні, комсомольські організації, Міністерство освіти, профспілки проводити антирелігійну роботу «систематично, з усією наполегливістю, методом переконання, терплячого роз'яснення та індивідуального підходу до віруючих людей». Проведення в життя Постанови було загальмовано через розбіжності в керівництві, внаслідок чого 10 листопада 1954 року було прийнято нову Постанову ЦК КПРС «Про помилки в проведенні науково-атеїстичної пропаганди серед населення», яке засуджувало методи наклепів, образ, адміністративного втручання в діяльність релігійних організацій, «замість розгортання систематичної кропіткої роботи з пропаганди природничо-наукових знань та ідейної боротьби з релігією». Більш того, прийнята 17 лютого 1956 року з'явилася постанова Ради міністрів СРСР «Про зміну порядку відкриття молитовних будинків» надало Раді у справах Російської православної церкви право реєструвати ті релігійні громади, які вже діяли без офіційного дозволу.
Активізація антирелігійної боротьби почалася після XX з'їзду, на якому Хрущову вдалося остаточно затвердити свою владу в країні. Секретну постанову ЦК КПРС «Про записку відділу пропаганди і агітації ЦК КПРС по союзних республіках» Про недоліки науково-атеїстичної пропаганди від 4 жовтня 1958 року зобов'язувала партійні, комсомольські та громадські організації розгорнути пропагандистський наступ на «релігійні пережитки», державним установам пропонувалося здійснити заходи адміністративного характеру, спрямовані на жорсткість умов існування релігійних громад. 16 жовтня 1958 року Рада Міністрів СРСР прийняла Постанови «про монастирі в СРСР» і «про підвищення податків на доходи єпархіальних підприємств і монастирів», яким були скасовані колишні податкові пільги для релігійних організацій. Кампанія йшла під гаслом відновлення ленінської законності і боротьби зі сталінізмом. У анти-монастирську кампанію включилися республіканська влада. Постанова Ради міністрів Української РСР від 1 листопада 1958 року, з 357 га землі українським монастирям залишилось тільки 60 га.
28 листопада 1958 року ЦК КПРС прийняв постанову "Про заходи з припинення паломництва до так званим «святих місць». На той момент в СРСР було безліч мусульманських і християнських місць паломництва. У 1959 році на обліку Ради у справах релігійних культів значилося 839 реально функціонуючих мусульманських святих місць. 18 святих місць були офіційно передані духовним управлінням мусульман, які заохочували до них паломництво. Боротьба йшла шляхом перетворення святих місць в парки, створення там будинків відпочинку, піонерських таборів, санаторіїв. Під тиском радянської влади лідери конфесій були змушені видати заборони паломництва до святих місць, з яких раніше отримували чималий дохід. Самі святі місця вилучалися у віруючих. 14 березня 1960 року вийшла Постанова Ради Міністрів Узбецької РСР № 220, яка вилучала у Духовного управління мусульман Середньої Азії і Казахстану 13 раніше переданих йому державою мазарів і передавало їх Комітету з охорони пам'яток матеріальної культури при Раді міністрів Узбецької РСР.
З 1959 року почалося закриття діючих храмів. У січні 1960 року ЦК КПРС прийняв закриту постанову — «Про заходи щодо ліквідації порушень духовенством радянського законодавства про культи». З березня 1961 року постановою Ради міністрів СРСР відкриття і закриття церков цілком передавалося на розсуд обласних виконкомів, яким також дозволялося обмежувати дзвін. Заборонялося спільне богослужіння священиків сусідніх церков у дні свят, участь дітей і підлітків в хорах співочих і церковних службах, не дозволялося будівництво житлових будинків для священиків на кошти громади, обмежувалося проведення хресних ходів, заборонялася благодійність.
21 квітня 1960 року призначений в лютому того ж року новий голова Ради у справах РПЦ В. Куроєдов в своїй доповіді на Всесоюзній нараді уповноважених Ради так характеризував роботу колишнього його керівництва: «Головна помилка Ради у справах православної церкви полягала в тому, що вони непослідовно проводили лінію партії і держави щодо церкви і скочувалися найчастіше на позиції обслуговування церковних організацій. Займаючи захисні позиції по відношенню до церкви, рада вела лінію не на боротьбу з порушеннями духовенством законодавства про культи, а на огорожу церковних інтересів».
Секретна Постанова 16 березня 1961 року «Про посилення контролю за виконанням законодавства про культи» вимагала відновлення в повній мірі Постанови 1929 року, зобов'язуючи місцеві радянські органи забезпечити суворий контроль за його виконанням, своєчасно вживати заходів до ліквідації порушень цього законодавства духовенством і релігійними об'єднаннями; всі постанови 1940-х років визнавалися такими, що втратили силу. Секретна інструкція із застосування законодавства про культи в березні 1961 року звертала особливу увагу на те, що служителі культу не мають права втручатися в розпорядницьку і фінансово-господарську діяльність релігійних громад. В інструкції вперше були визначені не підлягаючі реєстрації «секти, віровчення і характер діяльності, яких носить антидержавний і жорстокий характер: єговісти, п'ятидесятники, адвентисти-реформісти».
При Хрущові була остаточно сформована контролююча релігійні організації вертикаль влади. У перші роки Хрущова контроль здійснювався на рівні двох ланок. Першою ланкою були Рада у справах релігійних культів і Рада у справах Російської православної церкви. Обидві Ради були загальносоюзними — при Раді міністрів СРСР. Другою ланкою були уповноважені обох рад, які діяли при обласних, крайових, республіканських виконавчих комітетах депутатів. Низового рівня — нижче уповноваженого — не було.
При Хрущові в 1961 році були створені групи сприяння виконавчим комітетам районних і міських рад депутатів трудящих по дотриманню законодавства про релігійні культи. Ці групи за Леоніда Брежнєва в 1966 році були перетворені в комісії сприяння контролю за законодавством про релігійні культи. Дані органи функціонували на громадських засадах і формувалися з місцевих депутатів, працівників фінансових органів і працівників освіти. Члени цих органів були присутні на богослужіннях (де підраховували число віруючих), засіданнях «двадцяток», готували попередні висновки за клопотаннями віруючих.
У масовій свідомості збереглося приписуване Хрущову висловлювання того періоду, в якому він обіцяє показати останнього попа по телевізору в 1980 році.

### Критика релігії в радянському «періоді відлиги» кінематографі
- 1959 — Іванна
- 1960 — Чудотворна
- 1960 — Хмари над Борськом
- 1960 — Люблю тебе, життя!
- 1961 — Анафема
- 1962 — Армагеддон
- 1962 — Конец света
- 1962 — Грешница
- 1962 — Исповедь
- 1962 — Цветок на камне
- 1962 — Грешный ангел

- 1963 — Всё остаётся людям.

### Мультфільми
- Небесна історія

### 1964—1991 роки
У 1964 році було створено Інститут наукового атеїзму. У 1965 році РСРПЦ і СДРК були об'єднані в Раду у справах релігій (РСР) при Раді Міністрів СРСР, вперше було оприлюднено положення про РСР. Рада мала право сама приймати рішення про реєстрацію та зняття з реєстрації релігійних об'єднань, про відкриття і закриття молитовних будинків, перевіряти діяльність релігійних організацій.
Нові Кримінальні Кодекси від 1961 року і Укази Президії Верховної Ради УРСР від 18 березня 1966 року «Про адміністративну відповідальність за порушення законодавства про релігійні культи», «Про внесення доповнень до статті 142 КК РРФСР», «Про застосування статті 142 КК РРФСР», встановлювали три виду відповідальності за порушення релігійного законодавства: дисциплінарну, адміністративну та кримінальну; ухилення керівників релігійних об'єднань від реєстрації та інші порушення ними законодавства про культи каралися адміністративним штрафом (до 50 руб.), кримінальна відповідальність (до 3-х років позбавлення волі) передбачалася за посягання на особистість і права громадян під виглядом виконання релігійних обрядів, примусове стягнення зборів, виготовлення і масове поширення звернень, листів, листівок, які закликають до невиконання законодавства про релігійні культи. Підкреслювалося, що «до заходів адміністративної, а тим більше кримінальної відповідальності слід вдаватися лише в відношенні злісних порушників законів». Це не заважало, наприклад, заарештувати і засудити в 1969 році Талантова Б. В.
Опублікований 23 червня 1975 року Указ Президії Верховної Ради УРСР «Про внесення змін і доповнень до постанови ВЦВК і РНК РРФСР від 8 квітня 1929» Про релігійні об'єднання уточнював процедуру реєстрації релігійних громад, зберігаючи багатоступеневість процедури. Повноваження з відкриття та закриття храмів переходили від місцевих Рад СПЗ; остаточне рішення залишалося за ним без обмеження термінів.
Конституція СРСР 1977 року зберігала фактичну нерівноправність громадян залежно від їх ставлення до релігії: атеїсти могли вільно пропагувати свої переконання, а віруючі мали лише право «відправляти релігійні культи» (стаття 52-я). Поширення «наукового атеїзму» з марксистської підкладкою ставилося в обов'язок викладачам в школах і вузах, в комітетах партії на місцях існували штатні посади пропагандистів. Разом з тим, у відсутності ідеологічної конкуренції рівень підготовки такого роду кадрів був невисокий.
У перші роки правління М. С. Горбачова (1985-1987) офіційне ставлення радянської держави до релігії залишалося прохолодним. Зокрема, 24 листопада 1986 року під час візиту в Ташкент, Горбачов закликав вести рішучу боротьбу з проявами релігійності. Однак у міру розвитку процесів «перебудови» відбувається поступовий перегляд релігійної політики держави, перехід від атеїстичної пропаганди до співпраці з релігійними організаціями. Найбільш значні зміни почалися з 1988—1989 років. У 1988 році Рада у справах релігії при Раді міністрів СРСР скасувала норму про те, що молитовні будівлі є власністю держави. У 1989 році були затверджені рекомендації щодо взаємодії пенітенціарних установ з релігійними організаціями і служителями культу, які дозволяли ув'язненим брати участь в релігійних обрядах, а церкви надавати допомогу засудженим. Нарешті, в 1990 році був прийнятий закон СРСР «Про свободу совісті та релігійні організації», який радикально змінив характер відносин держави і релігійних організацій. Стаття 5 цього закону припиняла державну підтримку атеїзму, встановлюючи, що «держава не фінансує діяльність релігійних організацій і діяльність по пропаганді атеїзму». Закон надав релігійним організаціям права юридичної особи, дозволив їм міжнародні контакти без державного посередництва. Ще далі в поліпшенні становища релігійних організацій в 1990—1991 роках пішла влада РРФСР. У 1990 році вийшов закон РРФСР «Про свободу віросповідань», який дозволяв факультативне вивчення релігії в загальноосвітніх навчальних закладах, а також заборонив створювати органи державного контролю за реалізацією права громадян на свободу віросповідання. У жовтні 1990 року на підставі цього закону був скасований декрет про відокремлення церкви від держави і школи від церкви.

## Конфесії в СРСР

### Православ'я
У вересні 1939 року вперше в СРСР склалася ситуація, коли державне керівництво скористалося для своїх цілей «староцерковною» організацією (Московською Патріархією) митрополита Сергія (Страгородського), перепідпорядковуючи їй православні структури на територіях анексованих Союзом РСР восени 1939 і в 1940 році (частина Польщі, Румунії та Фінляндії, країни Балтії).
У вересні 1943 року відбулася остаточна зміна політики щодо «староцерковної» організації (легальної Патріаршої Церкви): було дозволено обрати Патріарха, Патріархії було надано організаційно-матеріальне сприяння; структури «обновленство» в 1944 році були згорнуті («самоліквідувалися»); створювався спеціальний державний орган зі зв'язків уряду з РПЦ — Рада у справах Російської православної церкви при РНК СРСР (згодом злилися з Радою у справах релігій).
Секретну постанову РНК СРСР «Про православних церквах і молитовних будинках» від 1 грудня 1944 року забороняло без дозволу РСРПЦ закриття зареєстрованих православних церков і молитовних будинків. Секретну постанову «З питань, що належать до православної церкви і монастирям» від 22 серпня 1945 року надавало церковним структурам (патріархія, єпархіальні управління, парафіяльні громади і монастирі) обмежені права юридичної особи, дозволяючи купувати транспортні засоби, виробляти і продавати церковне начиння і предмети релігійного культу, орендувати, будувати і купувати будинки для церковних потреб. Запроваджувалася практика реєстрації паспортних даних при здійсненні таїнства хрещення та інших.
В результаті цих послаблень число церков в СРСР помітно збільшилося. До 1 січня 1957 року в Радянському Союзі було 13 478 зареєстрованих православних храмів. Збільшення кількості парафій відбулося також через примусове переведення в Російську православну церкву уніатських парафій Західної України після розірвання Брестської та Ужгородської уній. За даними Г. Карпова, голови Ради у справах Російської православної церкви, на 2 січня 1948 року з 2718 уніатських парафій Західної України возз'єднався з Російською православною церквою 2491 прихід. Значно зросла чисельність православного духовенства. На 1 січня 1948 року в СРСР за даними Ради у справах Російської православної церкви було 11827 священиків і дияконів.
16 жовтня 1958 року Рада Міністрів СРСР прийняла 2 постанови: «про монастирі в СРСР» і «про податкове обкладення підприємств єпархіальних управлінь, а також доходів монастирів»; згідно з першим з постановою, Радам міністрів союзних республік доручалося здійснити скорочення монастирських земельних угідь, заборонити використовувати найману працю, встановити порядок використання монастирями будівель (крім культових), що знаходяться на їх території, тільки на підставі договорів оренди, укладених з місцевими органами влади; друга різко піднімала відпускну ціну на свічки, що збільшувало розмір податку, що стягується з доходів свічкових майстерень, встановлювало підвищені ставки податку з земельних ділянок, які перебувають у користуванні монастирів, скасовувало пільги для монастирів з податку з будівель і земельну ренту. В Патріархію пішов потік скарг з місць в зв'язку з загрозою закриття церков і монастирів через відсутність коштів. Під час зустрічі з головою Ради у справах Російської православної церкви Георгієм Карповим 20 лютого 1959 Патріарх Алексій I протестував проти податку на свічкове виробництво і випадів в пресі проти церкви і духовенства, на що Карпов відповів, що постанови скасовуватися не будуть і їх треба виконувати в повному обсязі; з питання про відкриття «13 — 15 церков», що, за словами Патріарха, було раніше обіцяно Микитою Хрущовим під час їх зустрічі 17 травня 1958 року народження, Карпов «нагадав патріархові про те, що, М. С. Хрущов не обіцяв відкривати нові церкви, а заявив, що, коли буде надіслано листа, уряд розгляне це питання».
З 1959 року почалося масове адміністративне закриття парафій та монастирів. У 1961 році, незважаючи на протидію віруючих і Патріарха, була повторно закрита Києво-Печерська лавра. Одночасно з цим почалися арешти церковних активістів, які намагалися протидіяти проводиться державою політиці, в числі яких опинилися архієпископ Казанський Іов (Кресович) і архієпископ Чернігівський Андрій.
На вимогу РСРПЦ в липні 1961 Архієрейський Собор РПЦ ухвалив поправку до Положення про управління РПЦ, яка усувала священнослужителів від участі в розпорядчій та фінансово-господарській діяльності парафій.
З 1987 року становище Російської православної церкви значно покращилося. Переломним моментом стало святкування 1000-річчя Хрещення Русі. Напередодні цієї події, в 1987 році було скасовано вимогу обов'язкового пред'явлення паспортів батьків при хрещенні дитини, яке раніше давало можливість місцевій владі повідомляти про такі випадки за місцем роботи батьків для прийняття відносно них якихось заходів. Ще більше поступок православному духовенству було зроблено з боку влади РРФСР в 1990—1991 роках. У грудні 1990 року постановою Верховної ради РРФСР Різдво Христове стало неробочим днем. 31 грудня 1991 року відбувся розпорядження Президента Росії «Про повернення Російській Православній Церкві будівель і релігійної літератури». Можливо, така позиція влади РРФСР була пов'язана зі спробою Б. М. Єльцина спертися на Російську православну церкву в умовах конфлікту з союзною владою.

### Католицизм
До революції Католицька церква латинського обряду в Росії була організована в Могильовську архідієцезію з центром в Санкт-Петербурзі, яка налічувала 1160000 віруючих, 331 прихід і 400 священиків. Після Лютневої революції був створений екзархат російських католиків візантійського обряду. Екзархом став священик Леонід Федоров.
Гоніння на Католицьку церкву в Росії почалися після декрету «Про відділення церкви від держави і школи від церкви», випущеного в 1918 році. Наступні за декретом спеціальні інструкції позбавляли всі релігійні організації, в тому числі і католицькі парафії, майнових прав, церковна власність оголошувалася «народним надбанням». Опір процесу націоналізації церковної власності з боку архієпископа Едварда фон Роппа призвело до його арешту 19 квітня 1919 року і висилку до Польщі шістьма місяцями пізніше.
Управління Католицькою церквою в Росії прийняв на себе єпископ Ян Цепляк, який також протестував проти націоналізації церковних будівель і вилучення предметів культу з церков. При ньому в архиєпархії при парафіях були організовані таємні недільні школи, деякий час функціонувала підпільна семінарія. У 1920 році Цепляк деякий час перебував під арештом, також заарештовувався в грудні 1922, коли були закриті і опечатані всі католицькі церкви і каплиці Петрограда. У березні 1923 року були заарештовані 15 католицьких священнослужителів Петрограда на чолі з Цепляка і екзархом Федоровим. 21-26 березня 1923 року в Москві проходив процес над ними, за підсумками якого архієпископ Цепляк і прелат Будкевич були засуджені до розстрілу (для Цепляка вирок був замінений згодом на 10 років ув'язнення), троє священиків і екзарх Федоров — до десяти років ув'язнення, а ще 8 священиків — до трьох років ув'язнення.
У 1926 році Папа Пій XI призначив єпископа Мішеля д'Ербіньї Апостольським делегатом на всій території СРСР. При цьому про єпископському посвяченні д'Ербіньї і про цілі його поїздки в СРСР не оголошувалося. В ході своїх візитів в СРСР в 1926 році єпископ д'Ербіньї відновив зруйновану в ході репресій 1919—1923 років структуру Католицької церкви, призначив Пія Ежена Неві, Антонія Малецького, Болеслава Слосканса і Олександра Фрізона Апостольськими адміністраторами і таємно хіротонізував їх у єпископи. Про те, що сталося стало відомо владі, д'Ербіньї був висланий, інші єпископи заарештовані і або вислані, або розстріляні. Схожа доля чекала і більшість католицьких священиків. До 1935 року на території СРСР налічувалося не більше 16 католицьких священиків, до кінця 30-х років на території РРФСР залишалося тільки два діючих католицьких храми — св. Людовика в Москві і Лурдської Богоматері в Ленінграді, інші церкви були закриті. Вони отримали статус «церков при французьких посольствах», і їх діяльність як «церков для іноземних диппрацівників» ретельно контролювалася владою. Така ситуація зберігалася до 90-х років.
У 1939—1940 роках до складу СРСР увійшли території зі значним католицьким населенням — Західна Україна, Західна Білорусія, Литва і Латвія. Діяльність Української греко-католицької церкви була заборонена після т. Зв. Львівського «собору» 1946, інспірованого НКВС, на якому, незважаючи на відсутність всіх греко-католицьких єпископів, було прийнято рішення про приєднання греко-католиків до православ'я. У Литві і Латвії в повоєнний час також було репресовано велику кількість священиків, закрито велику кількість храмів, робилися спроби знищення релігійних святинь, таких як Гора Хрестів. Однак в цих республіках Католицька церква, зберегла, на відміну від РРФСР, БССР, УРСР, єпископів і духовні школи, що давало їй ширші можливості функціонування. У 1960 році в СРСР було 1179 костелів. При цьому закриття католицьких храмів в 1960-і роки були порівняно рідкісними. Наприклад, в 1960—1968 роках в СРСР зняли з реєстрації тільки 69 костелів. Для порівняння, за ті ж 8 років були зняті з реєстрації 112 лютеранських храмів.

### Протестантизм

#### Лютеранство
До революції лютеранство було в Російській імперії найбільшою офіційно визнаною і підтримуваною державою протестантською конфесією. Серед лютеран були представники кадрового офіцерського складу, купецтва, технічної інтелігенції, заможного фермерства Поволжя і України і навіть члени вищої аристократії, що складалися у родинних стосунках з імператорським прізвищем. Після революції багато хто з них зазнали репресій або були змушені покинути Росію. Також припинилася фінансова підтримка з боку держави. Разом з цим етнічні меншини балтійських народів (фіни, естонці, латиші) отримали можливість створення своїх національних церковних об'єднань. Одним з них стала «Фінська євангелічно-лютеранська Церква Північного Заходу СРСР» на чолі з пастором Сеймар Ямма Лаурикалла, утворена 4 вересня 1923 року.
У 1924 році в Москві пройшов перший Генеральний Синод Євангелічної церкви СРСР, який прийняв ряд реформ:
- Скасовувався Статут 1832;
- Головним органом церкви стала Верховна церковна рада в Москві замість Генеральної консисторії.

Однак до початку «безбожної п'ятирічки» ситуація значно змінилася. Парафії поступово закривалися, багато членів-селян виявилися серед підлягаючих розкуркуленню і були депортовані, а з початку 1930-х років почалися вже і етнічні чистки. Ситуацію ускладнювало те, що інформація про репресії активно використовувалася в антикомуністичній пропаганді в Німеччині і Фінляндії, що в свою чергу дозволяло радянській владі вважати німців і фінів неблагонадійними. До 1937 року в СРСР не залишилося жодного лютеранського пастора. У 1938—1939 рр. були закриті останні парафії, в яких вже не було пасторів.
У 1940 році до складу СРСР увійшли Латвія і Естонія, де лютерани становили значний відсоток населення, за недовгий передвоєнний період істотних змін у церковному житті в цих країнах не відбулося. Ситуація змінилася з відходом німецьких військ в кінці війни. У 1944 році глава Церкви Латвії Грінбергс і близько 60 % пасторів покинули країну, а серед решти багато було репресовано. Таким чином Церква втратила до 80 % свого кліру.
Лише в 1954 році діяльність Церкви була знову легалізована. У 1967 році в Церкві Латвії було близько 90 пасторів і близько 400 тис. Чоловік вважали себе її прихожанами, але церковне життя зводилося до проведення недільних богослужінь. У подібному становищі опинилася і Церква Естонії.
У 1960 році в СРСР налічувалося 633 лютеранських храми.
На території Української РСР офіційно зареєстрованих німецьких лютеранських громад не було аж до періоду Перебудови. Фіни-лютерани змогли зареєструвати в 60-70-х роках три приходи в Північно-Західному регіоні.

#### Баптизм
На відміну від лютеран, євангельські християни і баптисти (ЄХБ) в царській Росії (щодо яких до початку XX століття в Росії зазвичай використовувався термін «штундисти»; зазначені конфесії циркуляром МВС від 3 вересня 1894 року виводилися з-під дії положення 1883 року — «Найвищі затверджені думки Державної ради про дарування розкольникам всіх віросповідань права богослужіння» — і визначалися як послідовники «особливо шкідливих течій») до видання Найвищого указу від 17 квітня 1905 року піддавалися переслідуванню з сторін влади, що зумовило їх сприятливе ставлення до встановлення рівності релігій після Лютневої і Жовтневої революцій 1917 року.
У 1917 році з в'язниць і каторг були випущені сотні проповідників, священнослужителів баптистів і євангельських християн, посаджених туди при царській владі. У Москві баптистам в 1917 році був переданий будинок в Малому Вузівському провулку, що раніше належав Реформатської Церкви, в якому і по теперішній час перебуває центральна баптистська церква Москви. Особливим декретом від 4 січня 1919 рік «Про звільнення від військової повинності з релігійних переконань» ЄХБ було дозволено не служити в Червоній Армії. Правда на практиці цим декретом практично ніхто не скористався. А вже в 1922—1923 роках більшовики провели широкомасштабну акцію, націлену на ліквідацію громад євангельських християн і баптистів.
Уже в березні 1923 року були проведені обшуки і арешти на квартирах московських баптистів, а 5 квітня 1923 був заарештований лідер євангельських християн І. С. Проханов, він провів у в'язниці кілька місяців. У наступні 5-6 років репресії періодично слабшали, але вже не припинялися зовсім.
На баптистському з'їзді 1926 року в Москві був заснований Федеративний союз баптистів СРСР, який об'єднав дев'ять регіональних союзів: Північно-Російський (з латиської секцією), Волго-Камський, Північно-Кавказький, Сибірський, Далекосхідний, Закавказький, Всеукраїнський (з німецької секцією), Кримський, Середньоазіатський.
У 1928 році число членів Федеративного союзу баптистів становило близько 350—400.000, Союзу євангельських християн — близько 350—400 000.
У 1920-х роках ЄХБ було організовано кілька сільськогосподарських кооперативів, загальна кількість яких до 1929 року було близько 400. Проханов навіть виношував проект створення євангельського міста (місто Сонця) на Алтаї, але цей проект не був реалізований. У травні 1928 Політбюро постановило: «ліквідувати справу з організацією Всесоюзною радою євангельських християн євангельського міста в Сибіру, повідомивши про це рішення відповідним виконкомам». В тому ж 1928 році Проханов, рятуючись від ймовірного арешту, вимушено емігрував.
У 1929 році арешти священнослужителів баптистів і євангельських християн стали масовими. Ситуація погіршувалася з початком «безбожної п'ятирічки» і вслід за нею репресій 1937—1939 років. Лише з початком війни багато ліквідованих громад відновили свою діяльність. У жовтні 1944 року з санкції влади в Москві було проведено нараду представників громад євангельських християн і баптистів (всього 45 делегатів) і заснований Союз євангельських християн і баптистів (з 1946 року — Союз євангельських християн-баптистів). Християни віри євангельської не отримали дозволу на створення свого об'єднання. Частина з них приєдналася в 1945 році до церкви ЄХБ на умовах Серпневого угоди (відмова від «моління на мовах» на богослужіннях і від обряду обмивання ніг перед причастям).
У перші повоєнні роки ряди баптистів значно поповнилися, причому значна частина віруючих була інвалідами війни. Наприклад, в Краснодарському краї в 1946 році з 3599 членів громад ЄХБ 2180 чоловік були інвалідами.
На початок 1950-х років баптизму вдалося значною мірою відновити свій вплив. У 1958 році в СРСР у баптистів було 2119 молитовних будинків (в тому числі в РРФСР 297 діючих молитовних будинків), а чисельність віруючих становила близько 200 тис. чоловік.
У 1960 році з ВСЕХБ, на тлі активізації антирелігійної кампанії, відбулося виділення «Ініціативної групи», яка в подальшому реорганізувалася в Рада Церков ЄХБ. Його члени відмовилися від реєстрації громад в органах державної влади, налагодили підпільний випуск духовної літератури, створили організацію допомоги сім'ям віруючих, які опинилися в тюрмах і таборах. Новий церковний рух практично з моменту утворення почав піддаватися масовим репресіям з боку влади, які полягали в конфіскації молитовних будинків і релігійної літератури, створення проблем з працевлаштуванням, суттєве обмеження доступу до здобуття вищої освіти і т. д. Все це поєднувалося з арештами активістів СЦ, які засуджувалися на досить тривалі терміни тюремного ув'язнення.
Ряд істориків вважає, що саме масовий (кілька десятків тисяч чоловік) загальноросійський рух СЦ ЄХБ поклало кінець хрущовській антирелігійній кампанії в СРСР. Державне переслідування СЦ ЄХБ припинилося тільки на початку 1990-х років.

#### П'ятидесятники
До революції на території Росії існували невеликі групи п'ятидесятників-унітаріїв. У 1921 році в Одесі почав релігійну діяльність місіонер Асамблею Бога І. Е. Воронаєв. Створений ним Союз християн євангельської віри незабаром поширився по всій території України, а також в центральних регіонах Росії, на Уралі і Кавказі, в Сибіру. До 1927 року союз налічував 350 громад і 17 тис. віруючих.
У 1930 році все керівництво союзу було заарештовано і репресовано, централізована діяльність була фактично припинена. У 1939-40 роках, з включенням до складу СРСР територій Західної України, Білорусі та Прибалтики, помісні п'ятидесятницькі громади влилися в п'ятидесятницький рух Радянського Союзу. Під час Великої Вітчизняної війни діяльність Союзу християн віри євангельської була відновлена. У серпні 1945 року, під тиском влади, керівники п'ятидесятників А. Бідаш, Д. Пономарчук (обидва — з України), І. Панько (з Білорусі) і С. Вашкевич (з Західної України) підписали так звану «Серпневу угоду» про об'єднання з євангельськими християнами і баптистами в один союз. Частина п'ятидесятницьких громад проіснувала в союзі до розпаду СРСР.
Інша частина громад незабаром вийшла з об'єднання. Перебуваючи на нелегальному становищі, «не реєстровані п'ятидесятники» відтворили централізовану структуру по всьому Радянському Союзу. Лідери братства були неодноразово судимі. Так, єпископ І. П. Федотов за антирадянську діяльність відсидів у в'язницях і таборах в цілому 18 років.

### Юдаїзм
28 грудня 1920 роки з'явився циркуляр єврейського відділу Наркомосу про ліквідацію хедерів і єшивів. Після показових судів в 1921 році над хедерами в Вітебську і над єшивами в Ростові всі єврейські релігійні навчальні заклади були офіційно закриті. Ряд керівників і викладачів єшивів разом зі своїми учнями емігрували.
Однак протягом кількох років хедери і єшиви ще продовжували підпільну діяльність. У 1922 році Йосеф Шнеерсон, глава любавицьких хасидів (6-й Ребе), створив Комітет рабинів, що діяв в напівлегальних умовах. У 1923 році антирелігійна діяльність щодо юдаїзму була значною мірою припинена: до кінця 1920-х років число синагог збільшилося в порівнянні з 1917 роком, в Ленінграді в 1927 році було 17 синагог і молитовних будинків проти 13 в 1917 році. З 1925 року надавати фінансову допомогу на релігійну освіту початку американська організація Джойнт. В цілому 1920-ті роки виявилися найбільш ліберальним періодом для релігійного єврейського життя в СРСР. Восени 1927 року, після арешту і вироку, було дозволено емігрувати в Ригу Шнеєрсону, який по переїзді в 1924 році в Ленінград утворив там центр Хабаду, який протидіяв політиці асиміляції євреїв.
Ситуація змінилася в кінці 1920-х в середині 1930-х влада дозволяла залишати одну синагогу в великих містах зі значним єврейським населенням. До 1 грудня 1933 року було закрито 257 синагог, що становило 57 % від існуючих в перші роки радянського режиму. У 1960 році в СРСР було 97 синагог.

### Іслам
До 1929 року офіційна політика щодо мусульманства була найбільш сприятливою в порівнянні з лінією, що проводилася щодо інших віросповідань і релігійних груп. Дозволялася діяльність релігійних судів, які вирішували справи по шаріату, остільки, оскільки його норми не суперечили радянськими законами. У 1921 році ЦВК Туркестанської АРСР видав «Положення про суди казіїв», яким встановлювалося, що в першій інстанції справу розглядає одноосібний казій, апеляцію — з'їзд казіїв
в (3 — 5 чоловік), а касацією служила Президія виконкому. При цьому суди ївзієв були жорстко підпорядковані радянським органам: вони щомісяця звітували про свою роботу перед обласним судом, здавали двічі на місяць надходивше до них держмито і судові збори, а прокуратура і облсуд могли в порядку контролю витребувати у їазієв будь-яку справу.
16-25 вересня 1920 року в Уфі під головуванням муфтія Г. Баруді пройшов I всеросійський з'їзд мусульман, на якому було створено Центральне духовне управління мусульман (ЦДУМ) як наступник Оренбурзького магометанського духовного зборів в справах релігійного управління мусульман Європейської Росії, Сибіру і Казахстану.
З початку 1923 року розпочалося закриття релігійних школи округу ЦДУМ. Мулли приступили до відкриття підпільних шкіл, почали агітацію за відкриття релігійних шкіл, організовували відправку листів від імені віруючих до центральних державних і партійних органів.
10-25 червня 1923 року в Уфі проходив II Всеросійський з'їзд мусульманських діячів, на якому були присутні 285 делегатів і муфтії Коканда, Ташкента і Криму. Муфтієм і головою Дінія назарат був обраний Р. Фахретдінов. Цей з'їзд показав, що уфимський муфтіят є Центральним духовним управлінням мусульман не тільки свого округу, а й більшої частини мусульман СРСР. 30 листопада 1923 року НКВС РРФСР затвердив Статут ЦДУМ, за яким його повноваження поширювалися на Європейську частину РРФСР і Сибір, включаючи Казахську АРСР. 21 серпня 1925 року НКВС і Народний комісаріат освіти РРФСР видали інструкцію, по якій викладання мусульманського віровчення могло надалі проводитися тільки в мечетях тільки особам які досягли 14-річного віку або закінчили початкову радянську школу.
1 липня 1923 року Антирелігійна комісія ЦК РКП (б) дозволила представникам мусульманського духовенства працювати в радянських школах і дозволила викладання віровчення в мечетях дітям, які закінчили школу I ступеня. Президія ВЦВК 9 червня 1924 року дозволила викладання мусульманського віровчення представникам тюркських народів СРСР, які сповідують іслам, а також вчити Корану дітей в мечетях з 12 років, за умови, що медресе і мектебе будуть зареєстровані у відділах народної освіти.
25 жовтня 1926 року відбувся з'їзд мусульман Татарстану, Башкирії, Казахстану, України, Чувашії та областей РРФСР. Керівники країни отримали від них вітальні телеграми, в яких говорилося про прийдешнє єднання мусульман всього світу під прапорами радянської влади в ім'я боротьби з імперіалізмом.
Мусульманське духовенство активно сприяло проведенню радянської зовнішньої політики. У 1926 році відбувся I Всесвітній мусульманський конгрес. СРСР на ньому був представлений керівництвом Центрального духовного управління мусульман (ЦДУМ). Делегація мусульман з СРСР на конгрес була відправлена з ініціативи радянського дипломата Каріма Хакимова.
У другій половині 1920-х років посилилися тиск і пропаганда, спрямовані проти всіх релігійних установ, в тому числі і ісламських. В окремих місцевостях почалися утиски духовенства і віруючих. 20 серпня 1928 року Президія ЦК Компартії Азербайджанської РСР прийняла постанову про закриття на території Радянського Азербайджану всіх релігійних шкіл. В кінці 1928 — початку 1929 року по Азербайджану прокотилася кампанія по закриттю мечетей. З грудня 1928 року по лютий 1929 року в республіці закрили 461 мечеть (з них 213 в лютому). Деякі будівлі мечетей були знесені. Так в Шемахе восени 1928 року знесли 13 з 16 мечетей, пустивши їх матеріал на будівництво будівлі театру. Знесення мечетей в Азербайджані викликав опір духовенства і віруючих. В результаті владі довелося піти на поступки і тимчасово припинити кампанію. У червні 1929 Президія ЦК Компартії Азербайджану рекомендувала місцевим партійним органам повернути віруючим не менше 50 % конфіскованих мечетей (реально довелося повернути майже всі мечеті).
У 1930-і роки кампанія по закриттю мечетей прийняла загальносоюзний масштаб. 18 червня 1929 ВЦВК СРСР заборонив викладати мусульманське віровчення, а також конфіскував закятнемайно і вакфи. У 1930 році тільки в Татарстані з 12 000 мечетей було закрито понад 10 000, від 90 до 97 % мулл і муедзинів були позбавлені можливості здійснювати свої обов'язки.
З 1944 р управління духовними справами мусульман СРСР здійснювали чотири незалежних одного від одного центри — Духовні управління мусульман (ДУМ) Середньої Азії і Казахстану (Ташкент), Закавказзя (Баку), Північного Кавказу (Буйнакск (нині Махачкала)), Європейської частини СРСР і Сибіру (Уфа).
Ці духовні управління в післявоєнний період перебували під контролем КДБ і були змушені видавати фетви за «рекомендаціями» радянських органів навіть, якщо зміст фетв суперечив ісламським догматам. Наприклад, Середньоазіатське духовне управління мусульман (САДУМ) випустило фетви, в яких зокрема стверджувалося наступне:
- Чесна праця — мусульманська чеснота;
- При радянському способі життя немає необхідності в таких витратах як збір грошей на користь бідних, жертовний забій худоби під час свята Курбан-Хаїт, благодійну вечерю на честь закінчення денного посту в Рамадан;
- Рамадан необов'язковий для зайнятих фізичною працею;
- Неісламським і засудженим є відвідування святинь, звернення до померлих з проханням про допомогу, носіння паранджі, а також надмірні витрати.

Переломним у ставленні держави і ісламу став 1989 рік. У грудні цього року відзначалися відразу дві ювілейні дати — 200-річчя Духовного управління мусульман Європейської частини Росії і Сибіру і 1100-річчя прийняття ісламу населенням Поволжя і Приуралля. Святкування цих подій мав приблизно таку ж роль в поліпшенні відносин між радянськими мусульманами і державою, як раніше святкування 1000-річчя Хрещення Русі. На честь ювілеїв було дозволено випустити 50 тис. примірників Корану і іншої релігійної літератури, самі урочистості пройшли в Уфі, Казані, Ленінграді та Москві, на них побувало понад 70 зарубіжних гостей з 28 країн. У червні 1990 року пройшов V з'їзд Духовного управління мусульман Європейської частини СРСР і Сибіру, причому Туреччина і Саудівська Аравія подарували управлінню по 1 млн доларів і 1 млн примірників Корану. На цьому з'їзді було вирішено відмовитися від внесків в громадські фонди, перш за все в «Фонд миру». У 1990 році відновився масовий хадж з СРСР — 750 радянських паломників були відправлені в Саудівську Аравію.

### Буддизм
З кінця 20-х рр. почалася інтенсивна насильницька атеїзація. Під приводом участі лам в антирадянських заколотах, що в якійсь мірі дійсно мало місце, більшовицька влада на місцях за наказом з центру стала закривати, а потім і руйнувати Дацан і хурули, заарештовувати лам, позбавляти сану. На час завершення цієї кампанії в 1939—1940 рр. значна частина монастирів і храмів Бурятії і Калмикії були зруйновані. Збереглися будівлі лише кількох з них, та й то тому, що їх можна було якось використовувати. Майно буддійських храмів (живопис, скульптури, книги) в основному знищували, спалювали, частково звезли в музеї. До кінця 30-х рр. буддійська культура в Бурятії і Калмикії офіційно перестала існувати. Вважалося, що з релігією покінчено, будь-які її прояви називалися «пережитками» і жорстко переслідувалися.
Відновлення буддійського співтовариства почалося в 1940-і роки. 21 — 23 травня 1946 року в Улан-Уде пройшов з'їзд 43 представників духовенства і мирян (Бурят-Монгольська АРСР, Читинська, Іркутська і Тувинская автономна області), який прийняв «Положення про буддійське духовенство СРСР» і обрав тимчасове центральне духовне управління буддистів. Цей документ вводив в тому числі заборону на діяльність емчі-лам (включно із застосуванням лікарських засобів). На січень 1949 року в Бурят-Монгольської АРСР був зареєстрований тільки один дацан. Розпорядження Ради міністрів Української РСР від 30 травня 1957 року наказувало передати Духовному управлінню буддистів: молитовний будинок Гусиноозерская дацану (причому дозволялося виділити на його реставрацію і ремонт 250 тис. рублів), а також дублетні культові предмети і релігійну літературу з фондів музею. У 1960 році в Бурятії і раніше функціонував тільки один дацан (Иволгинский), де служили 28 зареєстрованих лам.

### Релігійне дисидентство
Значна частина православного духовенства і віруючих в СРСР аж до середини 1940-х років стояла на антирадянських позиціях і примикала до підпільних церковних груп. Згодом, зважаючи на нормалізацію відносин між державною владою і керівництвом Московської Патріархії, яка перейшла на позиції повної і безумовної лояльності комуністичному режиму, в рамках РПЦ з'явилися окремі особи і групи, які виражали невдоволення таким станом. Першим відомим православним дисидентом був Краснов-Левітін, який починаючи з 1958 року видавав в самвидаві статті, що описують переслідування і утиски віруючих в СРСР.
Дисидентські настрої, після 1920-х, були дуже поширені серед баптистів, багато баптистських лідерів і активістів були засуджені до покарань у вигляді позбавлення волі. У травні 1960 року Георгієм Вінсом, разом з іншими баптистами, була створена «Ініціативна група», яка в подальшому перетворилася в Раду Церков ЄХБ, члени якої відмовлялися від реєстрації своїх громад в державних органах.
У лютому 1964 року, випускники Ленінградського університету Ігор Огурцов, Євген Вагін, Михайло Садо і інші створили підпільну організацію «Всеросійський соціал-християнський союз визволення народу» (ВСХСОН), метою якої була зміна існуючого ладу шляхом збройного державного перевороту, ідеологічні установки ВСХСОН значною мірою збігалися з настроями християнської демократії. Керівник ВСХСОН Ігор Огурцов і його однодумці були заарештовані і засуджені до тривалого тюремного ув'язнення.
У червні 1976 року ряд представників православ'я, католицизму, баптистів, адвентистів і п'ятидесятників спільно підписали «Звернення членів християнських церков СРСР до вітчизняної та світової громадськості», в якому протестували проти обмежень прав віруючих в СРСР.
У грудні 1976 року по ініціативі священика Гліба Якуніна (РПЦ), ієродиякона Варсонофія (Хайбуліна) і Віктора Капітанчука був створений «Християнський комітет захисту прав віруючих в СРСР». У тому ж році відбулося різке посилення репресій щодо релігійних дисидентів, організований рух яких було розгромлено КДБ до 1980 року.
Звільнений в 1987 році з ув'язнення Олександр Іоільєвич Огородніков, що заснував в 1974 році разом з філологом Володимиром порішили релігійно-філософський семінар для вивчення богословської та філософської думки, приступив до випуску самовидавного журналу «Бюлетень християнської громадськості» (БХО), метою якого було інформувати читачів про релігійних події в країні, в серпні 1989 року він створив першу в СРСР християнську політичну організацію — «Християнсько-демократичний союз Росії» (політичне об'єднання партійного типу).